# Doggy Dogg World
«Doggy Dogg World» es el tercer sencillo del álbum debut del cantante estadounidense Snoop Doggy Dogg Doggystyle. Es el primer sencillo europeo lanzado con un de video de TV de América-play. Cuenta con la colaboración de la banda de funk de los 70 The Dramatics, con el cameo de los raperos Kurupt y Daz Dillinger, miembros de Tha Dogg Pound, y el coro es cantando por la vocalista de fondo Nancy Fletcher. Contiene un sample de la canción de Richard "Dimples" Fields "If It Ain't One Thing, It's Another" de su álbum de 1982 el Mr. Look So Good.

## Posición en las listas musicales
| Lista                             | Mejor posición |
| --------------------------------- | -------------- |
| EE. UU. Billboard Rhythmic Top 40 | 19             |